# 科雷娱乐
科雷娱乐公司（英語：Klei Entertainment Inc.）是一家位于加拿大不列颠哥伦比亚省温哥华的电子游戏开发公司，由Jamie Cheng于2005年7月成立。公司最著名的作品是Eets系列、Shank系列、《忍者之印》、《饥荒》、《隐形公司》和《缺氧》。2021年1月，科雷娱乐成为中国控股集团腾讯的子公司。

## 历史
杰米·陈（Jamie Cheng）于2005年7月创立了科雷娱乐。在科雷成立之前，Cheng在当时THQ旗下的遺迹娛樂担任人工智能程序师。Cheng出售了他在遺迹娛樂赚取的THQ股票，并从他的兄弟那里得到了1万美元贷款，从而积累了科雷的创始资金。科雷在2009年有11名员工，截至2013年5月已经发展到35名员工。
科雷开发的第一款游戏《Eets》最早于2006年3月27日在Microsoft Windows发行，然后于2010年12月9日在Mac OS X发行。在这期间，游戏通过Xbox Live Arcade平台移植到Xbox 360上，并于2007年4月25日以《Eets: Chowdown》为名发行，此版本有120个新关卡和一个叫做Marsho Madness的动作迷你游戏。
公司协助Slick Entertainment开发了Adobe Flash游戏《N》的Xbox Live Arcade移植版《N+》。2008年，科雷开发了一款大型多人在线游戏《Sugar Rush》。2010年8月底，游戏停止运营。公司的第四款原创游戏《Shank》在2009年的PAX游戏展上公布，于2010年8月24日在PlayStation 3发行，2010年8月25日在Xbox 360发行，2010年10月26日在Microsoft Windows发行。
科雷开发的生存冒险游戏《饥荒》于2013年4月23日发行。《饥荒》在Steam上以2换1的测试版形式发布，玩家可以用一个游戏的价格购买两份游戏。在正式发行之前，科雷以每份15美元的价格卖出了超过30万份游戏。2016年4月21日，科雷发行了《饥荒》的单机多人版本《饥荒：联机版》，该版本有定期更新和单独的可下载内容。2013年7月2日，公司宣布下一款作品为回合制间谍游戏《隐形公司》（Invisible, Inc.），游戏于2015年5月12日发行。2017年，科雷娱乐收购了Slick Entertainment，Slick的创始人Nick Waanders曾和Jamie Cheng在遺迹娛樂共事，后来两家公司得以合并。
2021年1月，科雷宣布公司已经同意腾讯收购其大部分股权，科雷将继续拥有旗下产品的完全控制权，但腾讯的收购将帮助他们进入中国游戏市场。

## 文化
联合创始人Jamie Cheng寻求创建一种让员工可以平衡工作与生活的公司文化。他建立科雷的理念是：游戏工作室可以用合理的预算在正常的工作时间内以公平的价格制作受欢迎、有趣的游戏，并且仍然可以获得成功。科雷在电子游戏行业获得了良好的声誉，成为一个善待员工并保持工作生活平衡的工作室。

## 游戏
| 年份 | 名称             | 平台 | 注释           |
| ---- | ---------------- | --- | -------------- |
| 2006 | Eets             | Mac OS X、Windows、Xbox 360                                                                                           |                |
| 2008 | N+               | PlayStation Portable、Xbox 360、任天堂DS                                                                              | 仅引擎         |
| 2010 | Sugar Rush       | Windows | 已取消         |
| 2010 | Shank            | Linux、Mac OS X、Windows、PlayStation 3、Xbox 360                                                                     |                |
| 2012 | Shank 2          | Linux、Mac OS X、Windows、PlayStation 3、Xbox 360                                                                     |                |
| 2012 | 忍者之印         | Linux、Mac OS X、Windows、Xbox 360                                                                                    |                |
| 2013 | 饥荒             | Linux、Mac OS X、Windows、PlayStation 3、PlayStation 4、PlayStation Vita、Xbox One、任天堂Switch、Wii U、iOS、Android |                |
| 2014 | Eets Munchies    | Linux、Mac OS X、Windows、iOS                                                                                         |                |
| 2015 | 隐形公司         | Linux、Mac OS X、Windows、PlayStation 4、iOS                                                                          |                |
| 2016 | 饥荒：联机版     | Linux、Mac OS X、Windows、PlayStation 4、Xbox One                                                                     |                |
| 2018 | 忍者之印：重制版 | Linux、Mac OS X、Windows、PlayStation 4、Xbox One、Nintendo Switch                                                    |                |
| 2019 | 缺氧             | Linux, Mac OS X, Windows                                                                                              | 抢先体验：2017 |
| 2019 | Hot Lava         | Linux、Mac OS X、Windows、iOS                                                                                         |                |
| 2020 | Griftlands       | Windows, Nintendo Switch                                                                                              | 抢先体验：2019 |